# Centre d'Investigació en Astronomia, Astrofísica i Geofísica d'Alger
El Centre de Recerca en Astronomia, Astrofísica i Geofísica d'Alger (en francès, Centre de recherche en astronomie, astrophysique et géophysique, CRAAG), és un centre de recerca astronòmica, també conegut com l'Observatori d'Alger. Va ser creat en 1985 a partir de la fusió de l'Observatori de Bouzaréah, construït en 1890, i de l'Institut de Física del Globus d'Alger, fundat en 1931.

## Història
La idea de crear un observatori francès al sud de la mar Mediterrània va ser de Le Verriers en 1856. Aquest va ser finalment fundat en 1880 en el suburbi algerià de Bouzaréah. El seu primer director va ser Charles Trépied.
A causa de la seva particular localització, l'observatori va participar en el projecte de la Carte du Ciel utilitzant un telescopi refractor de 32cm, prenent 1260 fotografies del cel a la regió entre -2 i +4 graus de declinació. A més de ser utilitzat per a mesures de longitud al voltant del planeta, des d'aquest observatori es van descobrir dotze asteroides entre 1892 i 1940, dos d'ells anomenats (858) El Djezaïr i (859) Bouzaréah.
Actualment l'observatori té tres departaments: el Departament d'Astronomia, el Departament de Geofísica i el Departament de Monitoratge de Terratrèmols.
L'instrument principal de l'observatori avui dia és un telescopi Ritchey-Chrétien de 81 cm d'obertura.